# Karel Teige
Karel Teige (ur. 13 grudnia 1900 w Pradze, zm. 1 października 1951 tamże) – czeski pisarz, publicysta, fotograf. Był czeskim krytykiem sztuki i literatury. Czołowa postać awangardy międzywojennej, współtwórca manifestów poetyzmu, przywódca surrealistów.